# アンサー倶楽部
株式会社アンサー倶楽部は、福岡県北九州市小倉北区に本拠を置く総合不動産業。不動産の売買・賃貸・管理・資産活用・リフォーム・不動産買取再販などの事業を行っている。2017年からはコインパーキング、コインランドリー、自動外貨両替機事業にも注力し、多角化を図る。

## 概要
2000年（平成12年）創業。北九州を中心に不動産の売買・賃貸・管理などを行うが、近年はデザイナーズマンション「アクシオシリーズ」の建設、賃貸住宅「ACシリーズ」の運営、分譲住宅「パークスシリーズ」の販売、リフォーム、リノベーション事業など住宅関連を中心に事業を拡大する。2016年よりは、持ち株会社アンサーホールディングスを設立。グループ会社3社体制で保険業、家賃保証業、トラブル駆け付けサービス業など生活サービス業務へも事業拡大。サービスエリアを店舗展開とともに拡大。さらに財産相談の増加に伴い「北九州アンサー相続サポートセンター」を立上げ、相続セミナー、投資セミナーなども実施。顧客の資産管理、運用のコンサルティングなども行うに至り、「生活総合企業」としての性格を強めている。売買部門では創業時より、毎週土日に売買物件の「オープンハウス」を行い、継続している。
「人材の成長なくして企業の発展なし」の理念のもと、特に若手の人材育成には力を入れ様々なプロジェクトに若手社員を参画させたり、経営陣への意見や希望を自由に発信できる「何でも意見箱」を導入し、良いアイデアは積極的に採用するなどトップダウンとボトムアップの適切な融合を図っているほか、独自で奨学金返済支援制度を導入した。2017年には、楽天リサーチの不動産会社部門で顧客満足度・支持率・口コミ評価の3部門で第1位を獲得。
同社は福岡ソフトバンクホークスやギラヴァンツ北九州のオフィシャルパートナーや音楽・ダンスイベント「トマトフェスティバル・イン・グリーンパーク」などスポーツ・芸術文化活動支援にも積極的に取り組むほか、2012年より日本テレビ「24時間テレビ 「愛は地球を救う」」のCM放映と募金活動を継続している。

## CSR
2020年4月16日 - 新型コロナウィルス感染症の影響拡大に伴い、倒産又は人員整理によって住まいの退去を余儀なくされた人への賃貸住宅の無償提供を北九州市小倉北区・小倉南区において行った。

## テレビCM
アンサー倶楽部アンバサダーとして北九州市出身で元福岡ソフトバンクホークスの柴原洋を起用しテレビCMを放送している。

## 沿革
- 2000年（平成12年） 
  - 6月 - 小倉北区片野新町にて10年間不動産営業マンを経験した三谷俊介により[4]、有限会社アンサー倶楽部創業。資本金300万円。
  - 9月 - 宅地建物取引業者免許取得。
- 2004年（平成16年）6月 - 株式会社に変更登記。資本金1,000万円に増資。
- 2005年（平成17年）10月 - 小倉北区三郎丸に本店を移転。
- 2008年（平成20年）
  - 4月 - 八幡店を開設。
  - 8月 - 本店事務所を増設。
- 2010年（平成22年） 
  - 1月 - グループ会社、株式会社サンクスライフを設立。のちに株式会社アンサーライフへ社名変更。資本金300万円。「住宅保険代理店」「家賃保証業」「清掃業」「防犯、防火器具、生活用品販売」を開始[3]。
- 2011年（平成23年）-  アンサー倶楽部ライフプラン事業を立ち上げ、「住宅」というハード面以外に、住宅ローンや家賃の変化に関わる「家計の見直しを提案する」というソフト面までのサポートの開始[3]。
- 2013年（平成25年）
  - 4月 - アクシオ足立完成。
  - 10月 - パークスタウン城野完売。
- 2014年（平成26年）5月 - パークス熊本完売。
- 2015年（平成27年） 
  - 3月 - アクシオ小倉完成。
  - 4月 - パークス若園完売。
  - 7月 - 小倉店を開設。
- 2016年（平成28年） 
  - 1月 - 北九州アンサー相続サポートセンター開設。
  - 2月 - パークス熊本第二期完売。浅野アンサーパーク運営開始。
  - 4月 - 蜷田若園三丁目土地販売開始。北九州アンサー相続サポートセンター開設。
  - 6月 - 株式会社アンサーホールディングス設立。資本金1億円。
  - 10月 - 株式会社アンサーゼロナイン設立。資本金300万円(令和元年4月解散)。
- 2017年（平成29年） 
  - 2月 - アクシオ三萩野完成。
  - 3月 - 株式会社アンサープロパティ設立。資本金300万円。
  - 7月 - アンサー倶楽部小倉南店開設。
- 2018年（平成30年） 
  - 4月 - アクシオ北九州　本社ビル完成。
  - 5月 - アンサーホールディングス本社事務所移転。
  - 6月 - 資本金6000万円に増資。
  - 7月 - アンサー倶楽部小倉北店開設。ハウスドゥ小倉東店開設。
- 2019年（令和元年）11月29日 - 福岡県主催「出逢い応援団体」登録[9]。
- 2020年（令和2年） 
  - 4月16日 - 新型コロナウイルス感染症の影響拡大に伴い、倒産又は人員整理によって住まいの退去を余儀なくされた人への賃貸住宅の無償提供を北九州市小倉北区・小倉南区において行う[5][7][8]。
  - 6月10日、福岡銀行保証付きSDGs私募債1億円を発行（期間5年）し、長期運転資金とする。寄付先は独立行政法人日本学生支援機構で学生奨励金事業活動運営支援に活用される[10]。

[ より]

## 所在地
- 本店 - 福岡県北九州市小倉北区三郎丸3丁目12-12
- 八幡店 - 福岡県北九州市八幡西区三ケ森4丁目12-21
- 小倉店 - 福岡県北九州市小倉北区浅野2丁目15-46
- 小倉南店 - 福岡県北九州市小倉南区徳力1丁目2-25
- ハウスドゥ小倉東店 - 福岡県北九州市小倉北区三郎丸3丁目12-12[1][11]

## グループ会社
- 株式会社アンサーホールディングス - 福岡県北九州市小倉北区浅野2丁目15-46[1]
- 株式会社アンサープロパティ - 福岡県北九州市小倉北区浅野2丁目15-46-2F[1]